# Norman Reedus
Norman Reedus est un acteur et mannequin américain, né le 6 janvier 1969 à Hollywood (Floride). Il se fait connaître grâce aux rôles de Murphy MacManus dans le film Les Anges de Boston, ainsi que sa suite, et surtout de Daryl Dixon dans la série d'horreur The Walking Dead. Il a obtenu, en 2022, 
son étoile sur le Hollywood Walk of fame.

## Biographie

### Jeunesse
Norman Reedus naît le 6 janvier 1969 à Hollywood, en Floride. Il a une sœur, Leslie, de deux ans sa cadette. Il a des origines italiennes, anglaises, écossaises et irlandaises du côté paternel et d'origine françaises et italiennes du côté maternel,.
Jeune, il étudie pendant un semestre au Bethany College à Lindsborg, au Kansas. Après avoir vécu à Tokyo[réf. nécessaire], il déménage en Californie pour travailler dans un magasin Harley-Davidson à Venice, en Californie, et contribue à divers spectacles en tant que peintre, photographe, sculpteur et vidéaste.

### Carrière
Sa carrière, en tant qu'acteur, commence dans le début des années 90[Quand ?] lorsqu'il est découvert dans un bar du centre-ville d'Hollywood, chantant et dansant, quelqu'un lui demande s'il voulait jouer dans une pièce.
La consécration arrive en 1999, quand il décroche le rôle de Murphy MacManus dans le film Les Anges de Boston aux côtés de Sean Patrick Flanery.
En 2003, il apparaît dans trois épisodes de Charmed, dans le rôle de Nate.

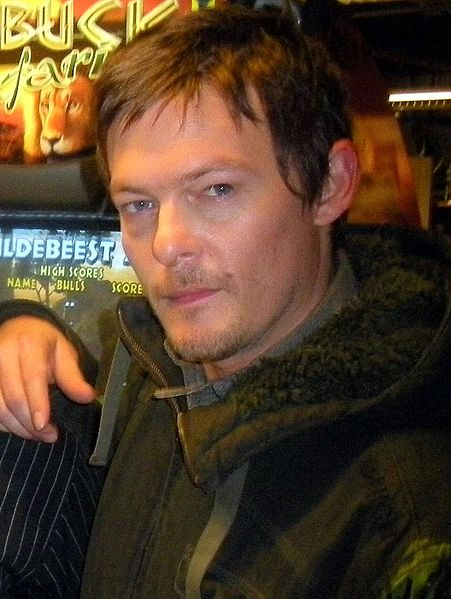
Norman Reedus en 2009.

En 2009, dix ans après le premier volet, il reprend le rôle de Murphy MacManus, toujours avec Sean Patrick Flanery, dans le film Les Anges de Boston 2, écrit et réalisé par Troy Duffy.
Depuis 2010, il incarne Daryl Dixon dans la série à succès The Walking Dead, diffusée sur la chaîne télévisée américaine AMC. Un drame d'horreur sur un groupe d'amis et des membres d'une famille qui se battent pour survivre dans un monde apocalyptique violent peuplé de zombies mangeurs de chair et de quelques humains survivants. Le personnage n'était pas à l'origine dans la série de bandes dessinées du même nom, mais a été créé spécifiquement pour Reedus après son audition pour le personnage de Merle Dixon. Le créateur de comics de Walking Dead, Robert Kirkman, se sent « absolument béni que Reedus ait honoré la série de sa présence, et de la façon dont il est entré et a repris ce rôle et a défini Daryl Dixon. Une grande partie de la représentation du personnage par Reedus dans la première saison a inspiré tous les scénaristes à faire ce que nous avons fait avec lui dans la deuxième saison . Nous adorons lui écrire et finissons par faire des trucs sympas avec lui. »[réf. nécessaire]. Le drame est devenu le mieux noté de l'histoire du câble, battant tous les records précédents.
En 2012, il est nommé dans la catégorie du meilleur acteur dans un second rôle aux Saturn Awards pour son rôle dans la série, rôle pour lequel il a d'ailleurs pour le réalisme de la chose, il a laissé pousser ses cheveux, pour les avoir de plus en plus longs à chaque saison.

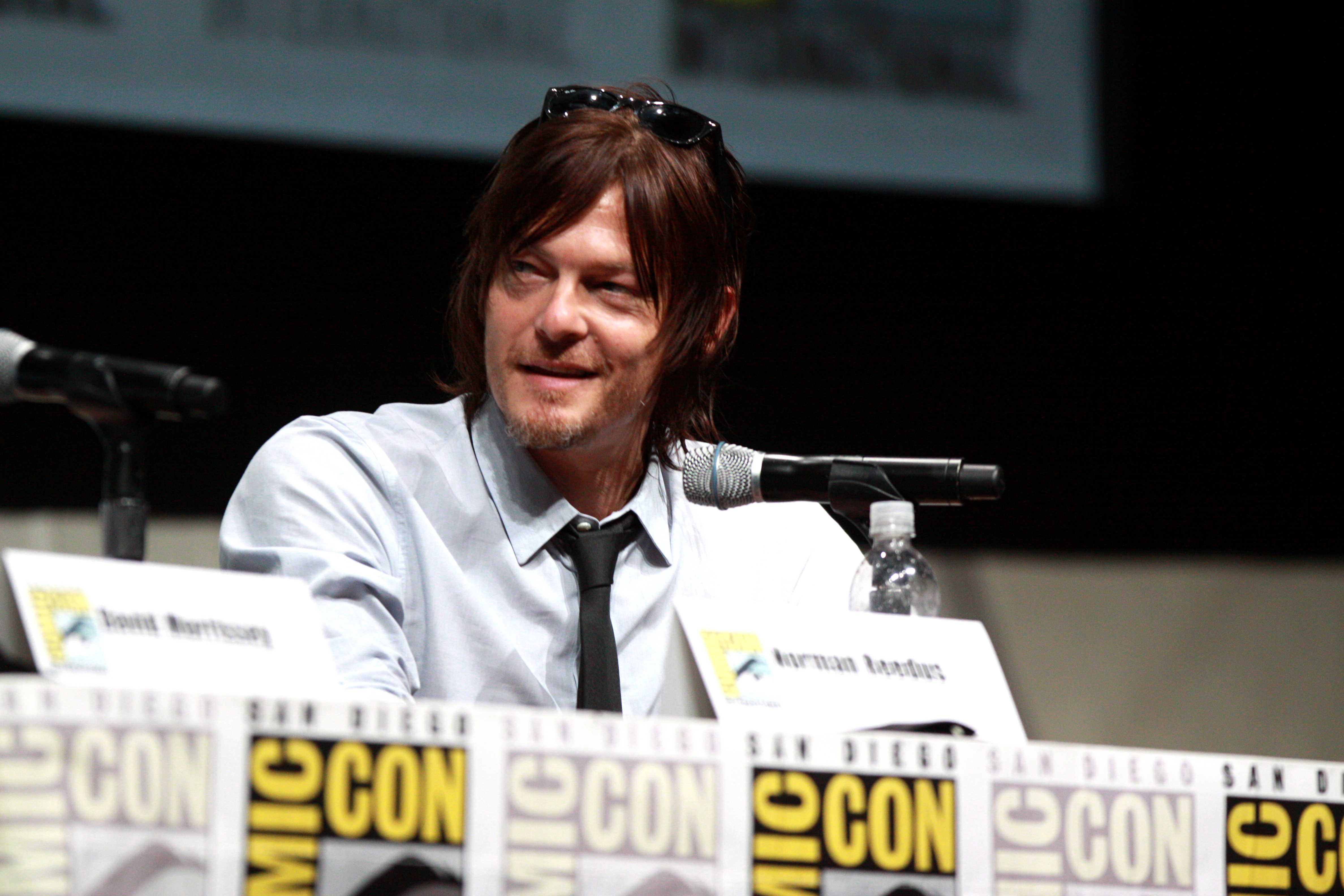
Norman Reedus en 2013.

Il possède sa propre maison de production nommée « Bigbaldhead » — d'après la chanson de Laurie Anderson Sharkey's Night — avec laquelle il a produit une série de trois courts métrages : The Rub, A Filthy Little Fruit et Thought of You.
Il a également posé pour des marques telles que Prada, Levi's, H&M, Alessandro Dell'Acqua et Durban. Il est apparu, en 2011, dans le clip Judas de Lady Gaga.
Depuis 2013, il est engagé avec Cruelty-free pour lutter contre les tests sur les animaux.
Dans le jeu vidéo Death Stranding, sorti en novembre 2019, il incarne Samuel « Sam » Porter Bridges, un personnage chargé de transporter du matériel et de la nourriture à la population, dans un monde post-apocalyptique.
En 2023, il reprend son rôle mythique de Daryl Dixon dans la série The Walking Dead: Daryl Dixon, produite par AMC.

### Vie privée
Norman Reedus a un fils appelé Mingus Lucien Reedus (d'après le célèbre jazzman Charles Mingus), né le 13 octobre 1999, issu de sa relation avec la mannequin dano-péruvienne Helena Christensen. Reedus et Christensen se séparent en 2003 et ont la garde partagée de leur fils.
Depuis 2016, il est en couple avec l'actrice allemande et américaine Diane Kruger, rencontrée sur le tournage du film Sky,,. Ensemble, ils ont une fille, Nova Tenesse, née le 2 novembre 2018,.
Lors d'un séjour à Berlin en 2005, dans le but de recevoir son prix à la Berlinale, il fut victime d'un grave accident de voiture, percuté par un semi-remorque, qui lui causera de graves dommages physiques ainsi qu'une plaque en métal greffé autour de son orbite gauche et quatre vis dans le nez. Depuis, il est sujet aux migraines lors d'une intense luminosité, mais également lors de changements de températures importants,.

## Filmographie

### Cinéma
- 1997 : Floating de William Roth : Van
- 1997 : Mimic de Guillermo del Toro : Jeremy
- 1997 :  Sous influences (Six Ways to Sunday) d'Adam Bernstein : Harry Odum
- 1998 : I'm Losing You de Bruce Wagner : Toby
- 1998 : Le Temps d'un orage (Reach the Rock) de Bill Ryan : Danny
- 1998 : Dark Harbor d'Adam Coleman Howard : un jeune homme
- 1999 : Let the Devil Wear Black de Stacy Title : Brautigan
- 1999 : 8 millimètres (8MM) de Joel Schumacher : Warren Anderson
- 1999 : Les Anges de Boston (The Boondock Saints) de Troy Duffy : Murphy MacManus
- 2000 : Beat de Gary Walkow : Lucien Carr
- 2000 : Fausses Rumeurs (Gossip) de Davis Guggenheim : Travis
- 2002 : Les Voyous de Brooklyn (Deuces Wild) de Scott Kalvert : Marco
- 2002 : Blade 2 de Guillermo del Toro : Scud (Josh)
- 2003 : Pas de chance (Tough Luck) de Gary Ellis : Archie
- 2003 : Octane de Marcus Adams : le guérisseur
- 2004 : Until The Night de Gregory Hatanaka : Robert
- 2005 : Antibodies de Christian Alvart : Polizist Schmitz
- 2005 : The Notorious Bettie Page de Mary Harron : Billy Neal
- 2006 : Un crime (A Crime) de Manuel Pradal : Vincent Harris
- 2007 : American Gangster de Ridley Scott : détective Norman Reilly
- 2008 : Hero Wanted de Brian Smrz : Swain
- 2008 : Red Canyon (en) de Giovanni Rodriguez : Mac
- 2009 : Cadillac Records de Darnell Martin : le technicien du son
- 2009 : Les Messagers 2 : Les Origines du mal (Messengers 2: The Scarecrow) de Martin Barnewitz : John Rollins
- 2009 : Pandorum de Christian Alvart : Shepard
- 2009 : Les Anges de Boston 2 (The Boondock Saints II: All Saints Day) de Troy Duffy : Murphy MacManus
- 2010 : La Conspiration (The Conspirator) de Robert Redford : Lewis Payne
- 2012 : La Nuit du Templier (Night of the Templar) de Paul Sampson : Henry Flesh
- 2012 : Hello, Herman de Michelle Danner : Lax
- 2013 : American Stories (Pawn Shop Chronicles) de Wayne Kramer: Stanley
- 2013 : Sunlight Jr. de Laurie Collyer : Justin
- 2014 : Stretch de Joe Carnahan : Cameo #2
- 2014 : Vive les vacances : le camionneur
- 2014 : Air de Christian Cantamessa
- 2014 : Sky de Fabienne Berthaud : Diego
- 2016 : Triple 9 de John Hillcoat : Russel Welch
- 2023 : The Bikeriders de Jeff Nichols : Funny Sonny
- 2025 : Ballerina de Len Wiseman : Daniel Pine

#### Courts métrages
- 2006 : Walls de Jack Roberts : Henry Flesh
- 2007 : Meet Me in Berlin d'Ada Bligaard Søby : le mec de New York

### Télévision

#### Téléfilms
- 2006 : 13 Graves de Dominic Sena : Norman
- 2010 : Le Train de 8h28 (8 Uhr 28) : un étranger

#### Séries télévisées
- 2003 : Charmed  : Nate Parks (2 épisodes)
- 2005 : Les Maîtres de l'horreur (Masters of Horror) : Kirby Sweetman (saison 1, épisode 8 : La Fin absolue du monde)
- 2006 : New York, unité spéciale (Law & Order: Special Victims Unit) : Derek Lord (saison 7, épisode 22 : Influence)
- 2010-2022 :  The Walking Dead : Daryl Dixon (saison 1 à 11)
- 2010 : Hawaii 5-0 (Hawaii Five-0) : Anton Hesse (saison 1, épisode 1 : Pilote)
- depuis 2016 : Sur la route avec Norman Reedus (Ride with Norman Reedus) : lui-même (34 épisodes)
- 2021 : Helluva Boss (Saison 1, épisode 5 : The Harvest Moon Festival) : Striker
- 2023 : The Walking Dead: Daryl Dixon : Daryl Dixon

### Jeux vidéo
- 2013 : The Walking Dead: Survival Instinct : Daryl Dixon
- 2015 : The Walking Dead: No Man's Land : Daryl Dixon
- 2019 : Death Stranding : Sam Porter Bridges
- 2020 : State of Survival x The Walking Dead :  Daryl Dixon
- 2025 : Death Stranding 2: On the Beach : Sam Porter Bridges[17]

### Clips
- 1994 : Violently Happy, de Björk
- 1995 : Fake Plastic Trees, de Radiohead
- 2000 : Mean to Me, de Tonic
- 2007 : Gypsy Woman, de Hilary Duff
- 2007 : Wicked As it Seems, de Keith Richards
- 2009 : Cats in The Cradle, de Ugly Kid Joe
- 2010 : Flat Top, de Goo Goo Dolls
- 2011 : Judas, de Lady Gaga
- 2011 : Strange Currencies, de R.E.M.
- 2014 : Creatures, de Chapter V
- 2014 : Sun Down, de Tricky
- 2015 : It Just Feels, de Jihae
- 2020 : Don't Chase the Dead, de Marilyn Manson

## Distinctions

### Récompenses
- New England Film & Video Festival 1999 : Prix du Jury du meilleur acteur pour Floating
- IGN Summer Movie Awards 2012 : Prix IGN du meilleur héros TV dans une série télévisée dramatique pour The Walking Dead
- IGN Summer Movie Awards 2012 : Prix IGN People's Choice du meilleur héros TV dans une série télévisée dramatique pour The Walking Dead
- Fangoria Chainsaw Awards 2015 : meilleur acteur TV dans un second rôle dans une série télévisée dramatique pour The Walking Dead
- CinEuphoria Awards (es) 2020 : Prix Spécial de la meilleure distribution dans une série télévisée dramatique pour The Walking Dead

### Nominations
- Saturn Awards 2012 : Meilleur acteur dans un second rôle pour The Walking Dead
- Saturn Awards 2015 : Meilleur acteur dans un second rôle pour The Walking Dead
- Saturn Awards 2017 : Meilleur acteur dans un second rôle pour The Walking Dead
- People's Choice Awards 2019 : Star masculine de série télévisée de l'année  dans une série télévisée dramatique pour The Walking Dead
- People's Choice Awards 2019 : Star de série télévisée dramatique de l'année dans une série télévisée dramatique pour The Walking Dead
- 2020 : British Academy Video Games Awards du meilleur interprète dans un jeu vidéo pour Death Stranding
- People's Choice Awards 2020 : Star masculine de série télévisée de l'année  dans une série télévisée dramatique
- People's Choice Awards 2021 : Star masculine de série télévisée de l'année  dans une série télévisée dramatique
- People's Choice Awards 2021 : Star de série télévisée dramatique de l'année dans une série télévisée dramatique
- People's Choice Awards 2021 : Star masculine TV dans une série télévisée dramatique
- People's Choice Awards 2021 : Star de série télévisée dramatique dans une série télévisée dramatique
- Saturn Awards 2021 : Meilleur acteur dans un second rôle
- People's Choice Awards 2019 : Star masculine TV de l'année préférée dans une série télévisée dramatique
- People's Choice Awards 2022 : Star de série télévisée dramatique dans une série télévisée dramatique pour The Walking Dead

## Voix françaises
En France, Emmanuel Karsen est la voix régulière de Norman Reedus depuis 2006.
| - Emmanuel Karsen dans : - New York, unité spéciale (série télévisée) - Les Anges de Boston 2 - The Walking Dead (série télévisée) - Stretch - Air - Vive les vacances - Triple 9 - Death Stranding (jeu vidéo, voix) - The Walking Dead: Daryl Dixon (série télévisée) - The Bikeriders - Ballerina | - Cédric Dumond dans : - Fausses Rumeurs - La Fin absolue du monde - Philippe Vincent dans : - Un crime - Hero Wanted Et aussi - Franck Capillery dans Mimic - David Krüger dans Les Anges de Boston - Renaud Marx dans Blade 2 - Yoann Sover dans Charmed (série télévisée) - Fabrice Lelyon dans Hawaii 5-0 (série télévisée) |